# Kasteel 't Hooghe

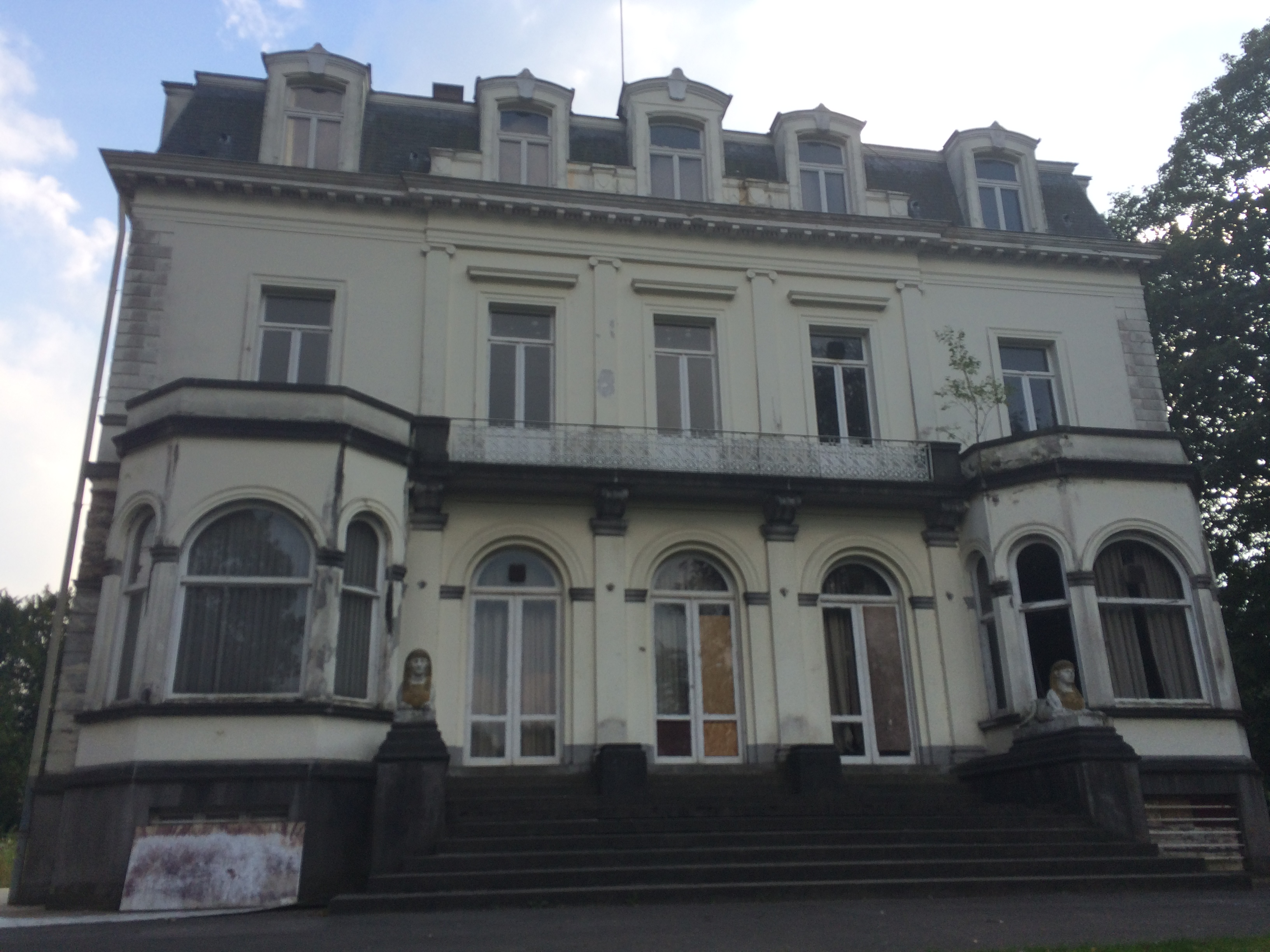
Vooraanzicht kasteel met rug naar de vijver

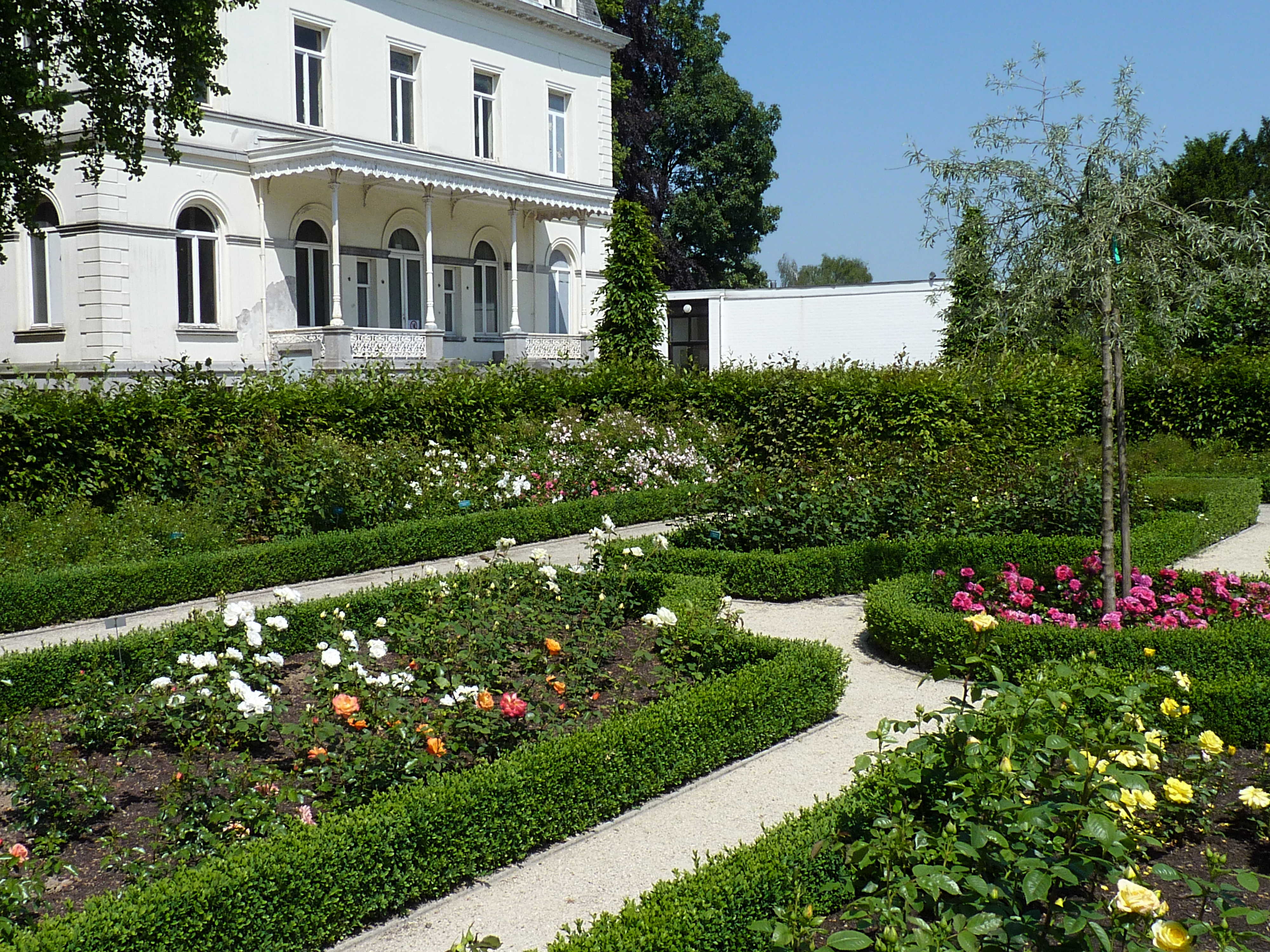
De Internationale Rozentuin Kortrijk.

Het kasteel 't Hooghe is een manoir in de Belgische stad Kortrijk.

## Geschiedenis
Het kasteel 't Hooghe werd gebouwd in empirestijl in 1834 net buiten de stad op het hoogste punt van Kortrijk door het gezin François Goethals - Marie-Thérèse de le Vingne van de familie Goethals. François Goethals was de zoon van Pierre Goethals en Marie-Rose (de) Bethune. Het gezin had familiale banden met meerdere leden van het Nationaal Congres van België.  
De oorspronkelijke parkaanleg volgens de Engelse landschapsstijl dateert vermoedelijk van rond 1840. Voor de aanleg van de autosnelweg en de Xpo kon de familie letterlijk neerkijken op de stad Kortrijk. In 1959 richtte de provincie West-Vlaanderen de rozentuin op. In het kasteelpark van het kasteel 't Hooghe bevindt zich de Internationale Rozentuin Kortrijk. Dit stadspark van een hectare groot ligt in de stadswijk Hoog Kortrijk. Het park grenst aan de President Kennedylaan en de Doorniksesteenweg, rechtover de Hogeschool VIVES. De Doorniksesteenwg is een oude heirweg van Kortrijk naar Doornik. De eerste heuvel vanuit Kortrijk werd 'Hoge genoemd. Marie-Thérèse Goethals was de laatste jonkvrouw die het kasteel bewoonde. Na haar overlijden werd het verkocht aan NV Kasteel 't Hooghe, een vennootschap uit de middenstand van Kortrijk.